# Рыбалко (село)
Рыбалко — село в Кизлярского района Дагестана. Входит в состав Красноармейского сельсовета.

## Географическое положение
Населённый пункт расположен на берегу канала Дельтовый, на юго-западе Кизлярского района, у границы с Шелковским районом Чечни, в 6 км к юго-западу от города Кизляр.
Село граничит на северо-востоке с городом Кизляром, на северо-западе со станицей Бороздиновской, на юго-западе с селом Заречное.

## Население
| 1970 | 1989 | 2002  | 2010  | 2021  |
| ---- | ---- | ----- | ----- | ----- |
| 399  | ↗590 | ↗1346 | ↗1787 | ↘1629 |

Национальный состав
По данным Всероссийской переписи населения 2010 года:
| № | Национальность | Численность, чел. | Доля   |
| - | -------------- | ----------------- | ------ |
| 1 | аварцы         | 1 041             | 58,3 % |
| 2 | рутульцы       | 269               | 15,0 % |
| 3 | лакцы          | 239               | 13,4 % |
| 4 | лезгины        | 105               | 5,9 %  |
| 5 | даргинцы       | 42                | 2,3 %  |
| 6 | русские        | 34                | 1,9 %  |
| 7 | табасараны     | 22                | 1,2 %  |
| 8 | другие         | 35                | 2,0 %  |

По данным Всероссийской переписи населения 2010 года, в селе проживало 1787 человек.